# ويلمر فاسكيز
ويلمر فاسكيز (بالإسبانية: Wilmer Vásquez)‏ (مواليد 30 أغسطس 1981) هو ملاكم فنزويلي، مثّل بلاده في الألعاب الأولمبية الصيفية 2004.

## روابط خارجية
ويلمر فاسكيز على موقع بوكس ريك (الإنجليزية) (registration required)
- ويلمر فاسكيز على موقع أوليمبيديا (الإنجليزية)